# Capital Ethiopia
Capital Ethiopia (ou plus simplement Capital) est un journal hebdomadaire économique éthiopien en langue anglaise. Il a été fondé en décembre 1998 et était alors le premier journal en anglais de l'Histoire du pays. Il est publié et distribué par la société Crown Publishing Plc. Avec comme devise « Le journal qui promeut l’économie de marché», Capital s'intéresse principalement au développement économique de l’Éthiopie et aux perspectives d’investissement. Il affirme être le journal en anglais le plus lu du pays, un titre également revendiqué par Addis Fortune. Le site recevrait 700 000 visiteurs par mois.
La directrice de la rédaction, Mme Teguest Yilma, a été décorée de l'Ordre national du Mérite (France) le 16 décembre 2009 à l'Ambassade de France à Addis-Abeba